# Clan Houston
Pour les articles homonymes, voir Houston.
Le clan Houston est un clan écossais de la région de Glasgow.
Bien que démographiquement faible, au point de ne plus apparaître dans des listes des clans écossais, ses armoiries sont enregistrées par la cour du Lord Lyon d'Édimbourg. Il est réputé armigère car il n'a plus de chef reconnu. Son absence de notabilité est essentiellement due à l'émigration de ses chefs et d'une partie de ses membres en Nouvelle-Écosse au XVIIe siècle, puis en Virginie au XVIIIe siècle. Ses terres sont réduites à quelques paroisses vers Renfrew et autrefois près de Lanark.

## Nom
Houston, sous sa forme archaïque Huston, est une altération du nom anglo-normand Hughson. Par mimétisme avec la localité, le toponyme évolua en Huston, Houston ou Huson.

## Géographie

### Le village
Houston est le nom d'un village dans le Renfrewshire, en Écosse. Ce fief s'appelait Kilpeter avant la période normande. C'est maintenant une ville-dortoir pour Paisley et Glasgow[source insuffisante].

### Le manoir

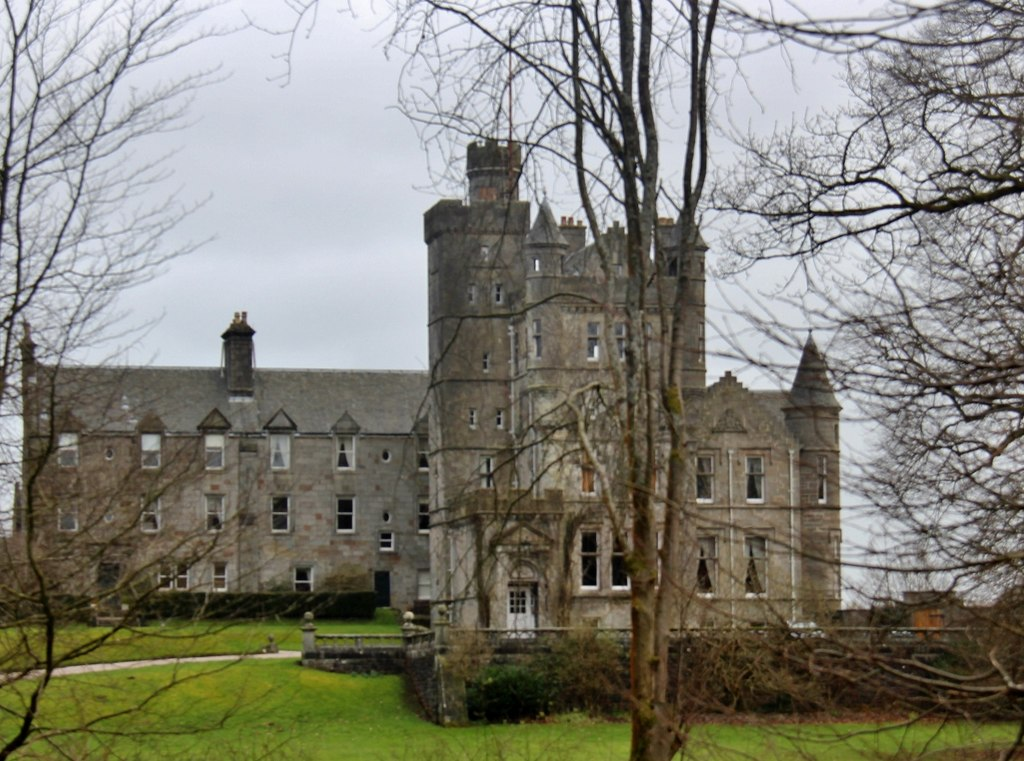
Vue de Houston House.

Houston House est le nom d'un manoir du XVIIIe siècle, au nord du village de Houston. Le château médiéval, qui appartenait aux comtes de Lennox, membres du clan Stewart, tirait son nom de Hugues de Paduinan. En 1780, quand le manoir fut construit, une grande partie du château fut rasée. La famille Speir, d'Elderslie, racheta le manoir en 1782, et y apporta plusieurs modifications.

## Histoire

### Origines du clan Houston
Sous le règne de Malcolm IV, entre 1160 et 1165, Sire Hugh de Padinan, se vit octroyer les terres de Kilpeter par Baudoin de Biggar, shérif de Lanark. Au milieu du XIVe siècle, ces terres prirent le nom de Huston. Le clan Huston émerge dans une petite paroisse du Renfrewshire, situé à une quinzaine de kilomètres à l'ouest de Glasgow. Une partie du territoire du clan était également localisée dans le Lanarkshire. Il s'agit d'une ancienne baronnie du nom dans le Lanarkshire. Sire Finlay de Hustone apparaît sur le Ragman Roll quand il jure fidélité au roi Édouard Ier d'Angleterre en 1296. Le château des Hustones a été construit sur le site d'une ancienne abbaye cistercienne. La famille fit aussi l'acquisition d'une importante baronnie près de Whitburn, dans le West Lothian, où se trouve encore le château Huston House, reconstruit au XVIIIe siècle.

### Les guerres anglo-écossaises
En 1513, Sire Peter Huston fut tué lors de la bataille de Flodden Field alors qu'il combattait aux côtés du comte de Lennox.
Son fils, Sire Patrick Huston de Huston, fut un compagnon de Jacques V d'Écosse . Il intrigua avec Lord Lennox contre le roi et fut tué à la bataille de Linlithgow Bridge. Le petit-fils de ce dernier, sire Patrick fut armé chevalier par Marie, reine d'Écosse, et l'accompagna lors de sa visite à Lord Darnley à Glasgow.
Sire Patrick Hustone, qui était probablement le onzième chef, épousa Agnes Campbell d'Ardkinglas.

### Le Royaume-Uni
Le dix-neuvième chef du clan fut créé baronnet de la Nouvelle-Écosse par Charles II en 1668. Son fils, Sire John, fut fauconnier de la reine Marie et de son mari, le roi Guillaume d'Orange.
Le cinquième baronnet fut un prospère marchand possédant de substantiels intérêts aux États-Unis.
Sire Robert Houston, issu d'une branche de la paroisse de Renfrew du clan, fut un armateur victorien de premier ordre qui fut anobli baronnet du Royaume-Uni. On lui attribue le développement de la théorie des convois utilisée pour la première fois pendant la guerre des Boers.
Le 8e baronnet, sire Patrick Houston of Houston, est décédé en 1839. Depuis son décès, le clan est sans chef.
Toutefois, au début du XXIe siècle, un membre du clan, Josh Houston, a porté l'affaire devant la cour du Lord Lyon afin d'être reconnu chef du clan Houston, sans que ce tribunal écossais n'ait rendu de décision à ce jour.

### La baronnie Houston
Deux baronnies furent créées pour des membres du clan Houston. L'une fut la baronnie de Nouvelle-Écosse, l'autre baronnie au Royaume-Uni. Ces deux baronnies sont éteintes.
Le premier baronnet Houston, de Houston dans le comté de Renfrew, fut Patrick Houston. Le titre fut érigé en baronnie de Nouvelle-Écosse le 29 février 1668. Le troisième baronnet représentait le Linlithgowshire au Parlement. Après la mort du huitième baronnet vers 1835, personne ne réussit à revendiquer le titre de chef de clan Houston ni de baronnet Houston, bien qu'il y ait eu des prétendants vivants. Par la suite, un éphémère titre de baronnet Houston fut créé au Royaume-Uni, sur la circonscription de West Toxteth, dans la ville de Liverpool, le 17 janvier 1922 en faveur de l'armateur et homme politique conservateur Robert Houston. Le titre a disparu à sa mort en 1926. Son épouse Lucy, Lady Houston, était une bienfaitrice et philanthrope.

#### Baronnets Houston, de Nova Scotia (1668)
- Sire Patrick Houston, 1er Baronnet, mort en 1696.
- Sire John Houston, 2e Baronnet, mort en 1717.
- Sire John Houston of Houston, 3e Baronnet, mort en 1722.
- Sire John Houston of Houston, 4e Baronnet, mort en 1751.
- Sire Patrick Houston, 5e Baronnet (c. 1698–1762)
- Sire Patrick Houston, 6e Baronnet (c. 1743–1785)
- Sire George Houston, 7e Baronnet (c. 1745–1795)
- Sire Patrick Houston, 8e Baronnet, décédé vers 1835

#### Baronnets Houston, de West Toxteth (1922)
- Sire Robert Houston, 1er baronnet (1853–1926)

### La branche américaine
Le 5e baronnet, sire Patrick Houston, chef du clan Houston, né dans le Lanarkshire, créa un domaine en Géorgie et décéda à Savannah. Sire George Houstoun, son fils, et frère cadet du 6e baronnet, sire Patrick Houston, naquit à Savannah, en Géorgie. Après ses études à Glasgow, s’installa dans l’État de Géorgie, dans le sud des États-Unis où il agrandit considérablement les domaines coloniaux de la famille, avec son frère. Ils étaient réputés posséder plus de huit mille esclaves lorsque les treize colonies américaines se séparèrent de la Grande-Bretagne et déclarèrent leur indépendance. Les Huston renoncèrent à leurs titres écossais au profit de leur richesse américaine. Le général Sam Houston, né à Rockbridge, en Virginie, en 1793, fut maître d'école à Maryville dans le Tennessee, sénateur américain de l'État du Tennessee, candidat à la présidence des États-Unis, combattant pour l'indépendance du Texas vis-à-vis du Mexique, vainquit le général Santa Anna et lança les Rangers du Texas. Il fut le premier président de la république du Texas, puis gouverneur de l'État du Texas.

## Profil du clan

### Le Sept
En Écosse, une famille, voire un clan peut être absorbée par un clan plus puissant. C'est ce que l'on nomme un sept. Le clan Houston, très réduit par ses terres et par le nombre de ses membres, a vu son héritage disparaître, mais a conservé sa légitimité en se plaçant sous la protection du clan  MacDonald. De nos jours, le clan Houston est reconnu comme un sept du clan Graham.

### Généalogie et génétique
Le site suisse MyTrueAncestry note une surreprésentation du sous-clade R1b1a1b1a1a2c1a3c sur le chromosome Y des hommes issus en lignée mâle de ce clan. Ce sous-clade qui est une variante du marqueur FGC11134' est prédominant chez les Celtes insulaires proto-historiques.
En revanche, il ne semble apparaître de marqueur spécifique dans l'ADN mitochondrial des membres de ce clan.

### Personnalités issues du Clan
- Angus Houston, né en 1947, militaire australien ;
- Peter Houston (en), né en 1958, footballeur puis entraîneur écossais ;
- Samuel Houston (1793-1863), homme d'État américain[4] ;
- Stewart Houston, né en 1949, joueur de football écossais ;
- Tim Houston, né en 1970, Homme politique canadien, premier ministre de la Nouvelle-Écosse

### Anecdote
Le 10 mai 1941, Rudolf Hess sauta en parachute au dessus de l'Écosse. Il fut recueilli par David McLean. Parmi les civils qui l'entourèrent dans la maison familialeavant sa remise aux autorités britanniques se trouvait un Houston, originaire du Lanarkshire.

### Tartan

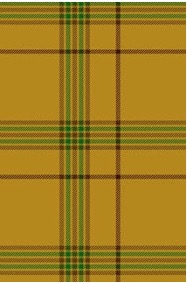
Le tartan du clan Houston est asymétrique.

### Devise
- en latin : In Tempus
- en français : À Temps
- en anglais : in Time

## Noms connexes

### Toponymie
Plusieurs villes des États-Unis portent le nom de Houston en référence à Samuel Houston, chef de la révolution texane, descendant du clan Houston qui contribua au rattachement du Texas aux États-Unis :
- Houston (Texas)[11] ' [12]' [13]
- Houston (Missouri)[14]' [15]

### Anthroponymie et Patronymie
Aux États-Unis, 15% des esclaves affranchis choisirent de conserver comme patronyme celui donné par leur ancien maître et l'ont à leur tour transmis à leurs descendants en lignée agnatique, de génération en génération. Ainsi, des familles afro-américaines portent le nom de Houston, hérité de la famille de colons Houston, elle-même descendante de chefs du clan [réf. nécessaire].